# Vinarje, Slovenska Bistrica
Vinarje so naselje v Občini Slovenska Bistrica, dejansko pa po slemenih podpohorskega dela Dravinjskih goric razložena vas, ki zajema območje od vasi Preloge do vasi Zgornja Ložnica in Vrhole.

## Zgodovina
V zgodovinskih pisnih virih se Vinarje prvič omenjajo okoli leta 1480, z imenom Weriach. 
Samo vas domačini delijo na štiri predele, od katerih se zgolj osrednji imenuje Vinarje. Severni del vasi poimenujejo Kacjek, prvič se omenja že leta 1267, kot Chezalpach, drugod tudi Kacjek pri Vinarju. Južno od Kacjeka je Srbotje, za obrobje Vinarja pa se je obdržalo lokalno ime Barje.

## Vinogradništvo
Že pred stoletjem so se lokalni prebivalci tod ukvarjali z vinogradništvom, pridelovali so zlasti šipon, od starih sort pa zlatnino, zeleniko, vranek in reček. Leta 1893 je to izrazito vinogradniško področje napadla trtna uš, ki so jo zatrli šele po obnovi vinogradov z novimi trtami na ameriških podlagah, večinoma iz deželne trsnice v Slovenski Bistrici in zasebne trsnice v Kacjeku. Lastniki vinogradov v Vinarjah so bili večinoma od drugod, ohranile so se tudi posamezne stare zidanice s kletmi, med njimi tudi nekdanja zidanica kneza Windischgrätza. 
Večina nekdanjih odraslih prebivalcev Vinarja, Kacjeka, Vrhol, Sevca in okolice je hodila na delo v vinograde bogatih posestnikov, razširjeno je bilo viničarstvo, večje kmetije pa so imele ufarje, ki so živeli v kočah, spadajočih h kmetiji. V zameno za stanovanje so morali biti vedno na razpolago za kmečko delo. Tudi kočarjem se je godilo le malo bolje. Ti so sicer imeli nekaj lastne zemlje in malo živine, predvsem ženske pa so delale na najetih njivah ali pa z dnino odsluževale usluge kmetom, ki so jim jih opravili z vprežno živino.

## Znamenitosti
V Vinarju je stal tudi dvorec (Chateau Vinaria), ki so ga leta 1944 požgali partizani.

## Znane osebnosti
- Ivan Leskovar, komunist